# Rano
Rano is een bestuurslaag in het regentschap Tanjung Jabung Timur van de provincie Jambi, Indonesië. Rano telt 2326 inwoners (volkstelling 2010).